# Kugelmugel
Kugelmugel je architektonický objekt kulovitého tvaru o průměru 8 metrů, vytvořený rakouským architektem Edwinem Lipburgerem (1928–2015). Objekt je umístěný na oploceném pozemku o rozloze cca 100 m2 ve Wurstelprateru, severozápadní části vídeňského zábavního parku Prátr. Budova a pozemek jsou zároveň sídlem tzv. „Republiky Kugelmugel“, protestního mikrostátu, vyhlášeného Edwinem Lipburgerem v roce 1976.

## Historie
V roce 1971 postavil architekt Edwin Lipburger na louce u vesnice Katzelsdorf an der Leitha v okrese Vídeňské Nové Město ve spolkové zemi Dolní Rakousy poblíž silnice č. 4091 (Landesstraße 4091) objekt ve tvaru koule, který nazval Kugelmugel (Kugel = německy koule, Mugel = v místním dialektu boule, pahrbek v poli). Vzápětí se architekt Lipburger dostal do konfliktu s úřady, neboť na vybudování tohoto objektu neměl stavební povolení – stavbu hájil tím, že se ve skutečnosti jedná o model budoucí velké železobetonové budovy, tedy o dvojrozměrný objekt, který je jen dočasně zakřivený a tudíž nepodléhá povolovacímu řízení.  
V roce 1976 na protest proti tlaku úřadů vyhlásil E. Lipburger "Republiku Kugelmugel" a svůj kulovitý objekt označil za nezávislý stát. Za nerespektování úředních rozhodnutí byl Edwin Lipburger v roce 1979 odsouzen k deseti týdnům vězení. Jeho výtvor byl v červnu 1982 přesunut do zábavního parku Prátr, kde byl instalován na prostranství Antifaschismus Platz v Hlavní aleji nedaleko vídeňského planetária. „Azyl“ Kugelmugelu poskytl tehdejší radní pro kulturu Helmut Zilk, který se o dva roky později, v roce 1984, stal starostou Vídně.
Smír s vídeňskou radnicí však netrval dlouho. Starosta Zilk považoval Kugelmugel za provizorní objekt a odmítl udělit souhlas s vybudováním vodovodní a elektrické přípojky, za což musel čelit žalobě ze strany E. Lipburgera. Podobně byl žalován v roce 2008 i Zilkův nástupce, vídeňský starosta Michael Häupl.
Pozemek s budovou je ohraničen  zhruba 2,6 metrů vysokým oplocením osmiúhelníkového tvaru, zakončeným ostnatým drátem. Území je označeno velkými tabulemi s nápisy „Republik Kugelmugel“, „Grenzübergang“ (hraniční přechod), znakem „republiky“ a informačními texty s protestním obsahem, napadajícími rozhodování rakouských úřadů. 

## Využití
„Republika Kugelmugel“ má zhruba 650 „občanů“, kterým E. Lipburger nechal zhotovit pasy. Objekt, umístěný na městském pozemku v Prátru, slouží nadále především jako turistická atrakce. Lipburgerovi dědici využívají prostory Kugelmugelu i ke kulturním akcím – pořádají se zde například besedy nebo časově omezené výstavy.